# Buldan
För tygsorten, se Buldan (textil)

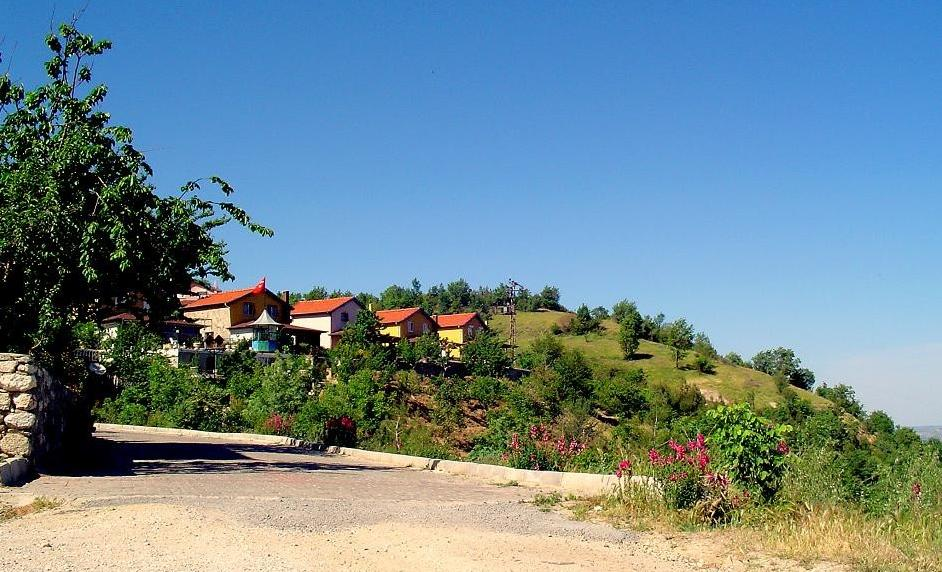
Område i Buldan.

Buldan är en stad i provinsen Denizli i sydvästra Turkiet. Folkmängden uppgick till 15 309 invånare i slutet av 2011. Buldan är administrativ huvudort för ett distrikt med samma namn. Historiskt har staden varit ett viktigt centrum inom textilindustrin, en tradition som man aktivt ännu idag tillvaratar. 
Staden har namngett tygsorten Buldan